# 트립토판 트립토필퀴논
트립토판 트립토필퀴논(영어: tryptophan tryptophylquinone, TTQ)은 단백질 내에서 아미노산의 번역 후 변형에 의해 생성되는 효소 보조 인자이다. 아민 탈수소효소인 메틸아민 탈수소효소는 촉매 기능을 위해 트립토판 트립토필퀴논을 필요로 한다.

## 같이 보기
- 보조 인자
- 아민 탈수소효소
- 아미사이아닌